# (75229) 1999 WV4
1999 دابليو في 4 (ويعرف أيضًا باسم (75229) 1999 دابليو في 4 وفق تسمية الكوكب الصغير) (بالإنجليزية: 1999 WV4)‏؛ هو كويكب ضمن حزام الكويكبات.
اكتُشف هذا الجُرم الفلكي بواسطة تاكاو كوباياشي في 28 نوفمبر 1999، وترتيبه 75229 من حيث الاكتشاف.

## الوصف
اكتُشف 752291999WV في 28 نوفمبر 1999 في مرصد أويزومي الفلكي، الواقع في أويزومي، محافظة غونما في اليابان، بواسطة عالم الفلك الياباني تاكاو كوباياشي. وقد رصد المشروع 1,164 مشاهدة للكويكب إلى غاية 8 يوليو 2021 بتوقيت منطقة المحيط الهادئ، أي في مدة قدرها 7,863 يومًا (21.5 عام). تستغرق الفترة المدارية للكويكب 1,490 يومًا (4.1 عام).

## الخصائص المدارية
يتميز مدار هذا الكويكب بنصف محور رئيسي يبلغ 2.56 وحدة فلكية، وحضيض قدره 2.16 وحدة فلكية، وانحراف قدره 0.155 وزاوية ميلان 6.28 درجة بالنسبة لمسار الشمس. بسبب هذه الخصائص، أي نصف المحور الرئيسي بين 2 و3.2 وحدة فلكية وحضيض أكبر من 1,666 وحدة فلكية، يُصنف هذا الجُرم الفلكي وفقًا لقاعدة بيانات مختبر الدفع النفاث لأجرام النظام الشمسي الصغيرة كائنًا من حزام الكويكبات الرئيسي.

## وصلات خارجية
- (75229) 1999 WV4 في قاعدة بيانات مختبر الدفع النفاث لأجرام النظام الشمسي الصغيرة

- الاكتشاف · مخطط المدار ·  العناصر المدارية · المعلمات المادية

- (75229) 1999 WV4 على موقع ويكي سكاي: DSS2, SDSS, GALEX, IRAS, Hydrogen α, X-Ray, Astrophoto, Sky Map, Articles and images